# Луганский, Николай Алексеевич
Николай Алексеевич Луганский (10 марта 1931, с. Алексеевское, Кокчетавский район, Казакская АССР, РСФСР, СССР — 6 марта 2020, Екатеринбург) — советский и российский учёный в области лесоводства, заслуженный деятель науки РСФСР (1990).

## Биография
Родился в селе Алексеевское Кокчетавского района Казакской АССР (ныне — Зерендинский район Акмолинской области Казахстана).
Окончил лесное отделение сельскохозяйственного техникума (1950, некоторое время работал инспектором по охране леса в Тургусунском лесхозе) и Уральский лесотехнический институт (1956, с отличием). Работал директором Уральского учебно-опытного лесхоза, затем директором лесотехнического техникума.
С 1957 года обучался в аспирантуре Уральского филиала АН СССР у профессора Н. А. Коновалова. В 1961 году защитил кандидатскую диссертацию на тему «Внутривидовая изменчивость кедра сибирского на Урале и использование ее в лесохозяйственной практике».
С 1960 по 1966 год в Уральском НИИ Академии коммунального хозяйства: руководитель научно-исследовательской опытно-показательной станции по озеленению городов, заместитель директора института по научной работе.
В 1966—1981 гг. директор Уральской лесной опытной станции ВНИИЛМ (Свердловск).
В 1974 году защитил докторскую диссертацию:
- Научное обоснование способов возобновления и формирования молодняков на вырубках сосновых лесов Урала : диссертация … доктора сельскохозяйственных наук : 06.00.00. — Свердловск, 1974. — 398 с.: ил. + Прил. (156 с.).

В 1982 году присвоено учёное звание профессора по кафедре лесоводства.
С 1981 года зав. кафедрой лесоводства, в 1982—1991 ректор Уральского государственного лесотехнического института. С 1991 — профессор кафедры.
Основное научное направление — повышение продуктивности лесов.
Лично и в соавторстве опубликовал более 200 научных работ, в том числе 17 книг. Публикации:
- Лесоведение [Текст]: учебное пособие студентам, обучающимся по специальностям 260400 «Лесное и лесопарковое хозяйство» и 260100 «Лесоинженерное дело» / Н. А. Луганский, С. В. Залесов, В. Н. Луганский; М-во образования и науки Российской Федерации, ГОУ ВПО «Уральский гос. лесотехнический ун-т». — 2-е изд., перераб. — Екатеринбург : Уральский гос. лесотехнический ун-т, 2010. — 431 с.; 21 см; ISBN 978-5-94984-288-1
- Повышение продуктивности сосновых лесов Урала : Монография / С. В. Залесов, Н. А. Луганский; М-во образования Рос. Федерации. Ур. гос. лесотехн. ун-т. — Екатеринбург: Ур. гос. лесотехн. ун-т, 2002. — 330 с.: ил.; 21 см; ISBN 5-230-25729-6 (В пер.):
- Состояние искусственных сосновых молодняков в условиях аэропромвыбросов / И. А. Юсупов, Н. А. Луганский, С. В. Залесов; М-во общ. и проф. образования Рос. Федерации. Урал. гос. лесотехн. акад. — Екатеринбург: Урал. гос. лесотехн. акад., 1999. — 184 с.: ил., табл.; 20 см; ISBN 5-230-25641-9

Заслуженный деятель науки РСФСР (1990). Награждён орденом Дружбы (1996).
Умер 6 марта 2020 года. Похоронен на аллее урновых захоронений Сибирского кладбища Екатеринбурга.